# NGC 7412A
NGC 7412A (другие обозначения — PGC 70089, ESO 290-28, FGCE 1793) — спиральная галактика с перемычкой (SBd) в созвездии Журавль.
Этот объект не входит в число перечисленных в оригинальной редакции «Нового общего каталога» и был добавлен позднее.